# 壱岐瀬戸郵便局
壱岐瀬戸郵便局（いきせとゆうびんきょく）は長崎県壱岐市にある郵便局。民営化前の分類では集配特定郵便局であった（現在は集配機能を廃止）。

## 概要
住所：〒811-5462 長崎県壱岐市 芦辺町 箱崎大左右触508-12

## 沿革
- 1906年（明治39年）3月23日 - 瀬戸浦郵便局（三等）として開局（初代局長：土肥　徳十）[1][2]。
- 19xx年 - 壱岐瀬戸浦郵便局に改称。
- 1966年（昭和41年）3月23日 - 壱岐瀬戸郵便局に改称。
- 2007年（平成19年）10月1日 - 民営化に伴い、併設された郵便事業新福岡支店壱岐瀬戸集配センターに一部業務を移管。
- 2012年（平成24年）10月1日 - 日本郵便株式会社発足に伴い、郵便事業新福岡支店壱岐瀬戸集配センターを壱岐瀬戸郵便局に統合。
- 2016年（平成28年）2月22日 - 集配業務を 芦辺郵便局へ移管し、廃止。無集配局となる。

## 取扱内容
集配業務は行わず、窓口業務のみ行う。
- 郵便、印紙、ゆうパック、内容証明
- 貯金、為替、振替、振込、国債
- 生命保険、バイク自賠責保険
- 宝くじの販売
- ゆうちょ銀行ATM

## 周辺
- 壱岐市立瀬戸幼稚園
- 西町公民館
- 松嶋病院
- 久原医院

## アクセス
- 芦辺港フェリーターミナルビルから北東へ約1.3km
- 壱岐交通バス 「瀬戸」停留所下車
- 駐車場あり: 1台